# العلاقات اللوكسمبورغية الموريشيوسية
العلاقات اللوكسمبورغية الموريشيوسية هي العلاقات الثنائية التي تجمع بين لوكسمبورغ وموريشيوس.

## مقارنة بين البلدين
هذه مقارنة عامة ومرجعية للدولتين:
| وجه المقارنة                                              | لوكسمبورغ                                                     | موريشيوس                 |
| --------------------------------------------------------- | ------------------------------------------------------------- | ------------------------ |
| المساحة (كم2)                                             | 2.59 ألف                                                      | 2.04 ألف                 |
| عدد السكان (نسمة)                                         | 599.45 ألف                                                    | 1.26 مليون               |
| الكثافة السكانية (ن./كم²)                                 | 231.45                                                        | 617.65                   |
| العاصمة                                                   | لوكسمبورغ                                                     | بورت لويس                |
| اللغة الرسمية                                             | اللغة اللوكسمبورغية، لغة فرنسية، اللغة الألمانية              | لغة إنجليزية، لغة فرنسية |
| العملة                                                    | يورو، فرنك لوكسمبورغ                                          | روبي موريشي              |
| الناتج المحلي الإجمالي (بليون دولار)                      | 62.40 مليار                                                   | 13.34 مليار              |
| الناتج المحلي الإجمالي (تعادل القوة الشرائية) بليون دولار | 58.13 مليار                                                   | 25.36 مليار              |
| الناتج المحلي الإجمالي الاسمي للفرد دولار أمريكي          | 101.45 ألف                                                    | 9.25 ألف                 |
| الناتج المحلي الإجمالي للفرد دولار أمريكي                 | 101.93 ألف                                                    | 18.59 ألف                |
| مؤشر التنمية البشرية                                      | 0.892                                                         | 0.777                    |
| رمز المكالمات الدولي                                      | +352                                                          | +230                     |
| رمز الإنترنت                                              | .lu                                                           | .mu                      |
| المنطقة الزمنية                                           | توقيت وسط أوروبا، ت ع م+01:00، ت ع م+02:00، أوروبا/لوكسمبورج ‏ | ت ع م+04:00              |

## منظمات دولية مشتركة
يشترك البلدان في عضوية مجموعة من المنظمات الدولية، منها:
| علم المنظمة | اسم المنظمة                               | تاريخ انضمام لوكسمبورغ | تاريخ انضمام موريشيوس |
| ----------- | ----------------------------------------- | ---------------------- | --------------------- |
|             | البنك الإفريقي للتنمية                    | ?                      | ?                     |
|             | البنك الدولي للإنشاء والتعمير             | 27 ديسمبر 1945         | 23 سبتمبر 1968        |
|             | المركز الدولي لتسوية المنازعات الاستشارية | 29 أغسطس 1970          | 2 يوليو 1969          |
|             | منظمة التجارة العالمية                    | ?                      | ?                     |
|             | منظمة حظر الأسلحة الكيميائية              | ?                      | ?                     |
|             | الفريق المعني برصد الأرض                  | ?                      | ?                     |
|             | الأمم المتحدة                             | 24 أكتوبر 1945         | 24 أبريل 1968         |
|             | منظمة الشرطة الجنائية الدولية             | ?                      | ?                     |
|             | وكالة ضمان الاستثمار متعدد الأطراف        | 29 أغسطس 1991          | 28 ديسمبر 1990        |
|             | يونسكو                                    | 27 أكتوبر 1947         | 25 أكتوبر 1968        |
|             | مؤسسة التنمية الدولية                     | 4 يونيو 1964           | 23 سبتمبر 1968        |
|             | مؤسسة التمويل الدولية                     | 4 أكتوبر 1956          | 23 سبتمبر 1968        |
|             | الاتحاد البريدي العالمي                   | ?                      | ?                     |
|             | الاتحاد الدولي للاتصالات                  | 2 مارس 1866            | 30 أغسطس 1969         |

## وصلات خارجية
- موقع وزارة الخارجية اللوكسمبورغية